# Denticolloides bajtenovi
Denticolloides bajtenovi là một loài bọ cánh cứng trong họ Elateridae. Loài này được Gurjeva & Tugusheva miêu tả khoa học năm 1967.